# تأمينات سليم

شعار تأمينات سليم

تأمينات سليم، هي شركة تأمين تونسية. يرجع تأسيسها إلى 15 سبتمبر 1995  من قبل بنك الإسكان الذي مازال يسيطر مباشرة على 23% من رأسمالها. اختصت الشركة في الأول في قطاع التأمين على الحياة ثم أصبحت شركة تأمين شاملة منذ 1997. يعود مصدر نشاط الشركة أساسا من علاقتها ببنك الإسكان خصوصا في التأمين على الحياة وتأمين السيارات وبدرجة أقل التأمين على المرض. بلغت إيراداتها عام 2008 27.57 مليون دينار تونسي فيما يبلغ رأسمالها 13.3 مليون دينار. الشركة مدرجة منذ مارس 2010 في بورصة تونس. يقع مقرها في المركز العمراني الشمالي.

## وصلات خارجية
- الموقع الرسمي لتأمينات سليم.